# SNECMA Coléoptère
Lo SNECMA Coléoptère (in francese coleottero), anche noto come C450, è stato un aeromobile sperimentale posacoda a decollo verticale sviluppato negli anni cinquanta dalla francese SNECMA (Société National d'Etude et de Construction de Moteurs d'Aviation).

## Storia del progetto
Agli inizi degli anni cinquanta la Bureau Technique Zborowski (BTZ) studiò un velivolo a decollo verticale dotato di un'ala anulare di cui la SNECMA, nel 1952, acquisì i diritti di sviluppo. Per risolvere i problemi relativi al controllo di questo tipo di aeromobile dovuti alla coppia sviluppata dal motore turbogetto, fu costruito nel 1954 un modello teleguidato e vincolato dotato di un motore pulsogetto da 45 chilogrammi di spinta. e, successivamente, una serie di  tre prototipi di Atar Volant a grandezza naturale di cui l'ultimo, il C400 P3, costituì la base di partenza del C450 Coléoptère da cui si differenziava per la mancanza della caratteristica ala ad anello.
Nella primavera del 1958  il C450 fu trasferito presso la base aerea di Melun-Villaroche dove, il 6 maggio del 1959, compì il suo primo volo libero. I problemi relativi al controllo del velivolo erano però ben lungi dall'essere risolti. Il 25 luglio dello stesso anno, al suo nono volo, il pilota collaudatore della Snecma Auguste Morel perse il controllo del velivolo che precipitò al suolo incendiandosi. Il pilota riuscì ad eiettarsi ad una cinquantina di metri da terra, riportando profonde ferite. Questo incidente pose fine al programma di sviluppo.

## Tecnica
La fusoliera in lega di alluminio del Coléoptère racchiudeva un motore turbogetto Snecma Atar 101E.5V da 3700 kg di spinta. L'ala anulare aveva una corda di 3 metri ed era costruita dalla Nord Aviation nei suoi stabilimenti presso Chatillon-sous-Bagneux.
Il seggiolino eiettabile del pilota era basculante nell'abitacolo (chiuso) in modo da consentire una migliore visuale nelle fasi di transizione dal volo verticale a quello orizzontale.
Nelle fasi di decollo ed atterraggio il pilota controllava il velivolo agendo sulla deflessione pneumatica del getto di scarico del motore, mentre durante la fase di volo orizzontale quattro pinne montante vicino al bordo di uscita dell'ala anulare fungevano da timone ed alettoni.
Il carrello di atterraggio era costituito da quattro gambe dotate di ammortizzatori oleodinamici che collegavano le ruote alla struttura posteriore dell'ala.